# Generative pre-trained transformer

Architektura GPT

Generative pre-trained transformer, zkratka GPT, česky Generativní předtrénovaný transformátor, je typ velkého jazykového modelu, který funguje jako umělá neuronová síť, založená na architektuře transformerů.
První veřejně dostupnou verzí byl GPT-3, následován GPT-3.5, který je používán v bezplatné verzi ChatGPT a byl trénován na datech do roku 2021. V placené verzi je dostupná robustnější verze GPT-4, která má i přístup k internetu.
Pojem je používán i jako název produktů, které slouží pro interakci člověka a počítače, jako například ChatGPT (od firmy OpenAI pro obecné účely) či EinsteinGPT (od firmy Salesforce pro řízení vztahů se zákazníky). Technologie je používání pro funkcionalitu dalších nástrojů, jako je Copilot od GitHub.